# 慈安苑
慈安苑（英語：Tsz On Court）是香港房屋委員會的居屋屋苑之一，位於九龍黃大仙區的慈雲山。

## 歷史
慈安苑的前身為香港公共屋邨慈安邨，該邨以往屬於慈雲山邨的一部份。由於慈雲山邨的規模較大，房委會為了方便管理，於1980年把慈雲山邨分拆為五個較小的屋邨，慈安邨為其中之一，當時位於南部的第1至3座及中部的第57至60座獲納入慈安邨。
值得一提的，是原慈安邨安合樓曾三度成為指定安置樓宇：1970年代初，曾成為東頭政府廉租屋邨項目中受影響居民的指定接收樓宇（但最後僅有少量住戶接受安置）；另外，在慈樂邨樂泰樓因山泥傾瀉而面臨結構風險時，有關居民亦獲暫時安置至安合樓；而在1989年慈民邨「問題公屋」清拆時，由於接收屋邨尚未建成，相關居民亦獲暫時安置於安合樓，直到翌年才遷出。
透過「整體重建計劃」，該邨的舊型徙廈陸續清拆重建，除第1-3座外其他居民均主要獲安置於山下的鳳德邨。原有的不少地域獲納入新慈樂邨，僅在慈民邨以西位置興建兩幢居屋。慈安苑全屋苑分三個地段，共2座大廈。慈安苑第一期，位於新九龍內地段6130號，慈安苑第二期則位於新九龍內地段6222號，而第三個地段（以歸屬令方式批出），則屬慈康邨。每個地段有其獨立地契，大廈公契，屋苑管理處及管理基金（不包括慈康邨）。
慈安苑第一期（新九龍內地段6130號）建有1座39層高的和諧1型樓宇，名為安欣閣（A座），共608個單位，並由房屋署總建築師（4）設計，中國建築工程總公司承建。安欣閣於1994年落成，屬於居屋計劃第15期甲。
慈安苑第二期（新九龍內地段6222號）建有1座27層高的和諧3型樓宇，名為安康閣（B座），共364個單位，並由房屋署總建築師（4）設計，有利建築有限公司承建。安康閣則於1997年落成，為全港首座和諧3型居屋大廈（全港僅有3幢同款居屋大廈），屬居屋計劃第17期乙。
另外，原本慈民邨66座位置，即現時慈康邨的5座樓宇（原安民閣、安喜閣、安宜閣、安基閣及安佳閣）原本擬作為本屋苑第三期出售，屬於居屋計劃第23期乙，其後因居屋暫停發售一期而與其他居屋23期乙屋苑改作公屋出租，並分拆為一個新屋邨、命名為慈康邨。

## 屋苑資料

### 現存樓宇
| 樓宇名稱（座號） | 樓宇類型                 | 門牌號碼   | 落成年份 | 樓宇層數 （住宅層數） | 每層伙數 | 單位數目（伙） | 建築師              | 承建商             | 提供升降機的廠商 | 期數 |
| ---------------- | ------------------------ | ---------- | -------- | --------------------- | -------- | -------------- | ------------------- | ------------------ | ---------------- | ---- |
| 安欣閣（A座）    | 和諧一型第三款（第一代） | 欣華街10號 | 1994年   | 38 （1-38樓）         | 16       | 608            | 房屋署總建築師（4） | 中國建築工程總公司 | 通力             | 1    |
| 安康閣（B座）    | 和諧3A型第二款（第三代） | 欣華街12號 | 1997年   | 26 （1-26樓）         | 14       | 364            | 房屋署總建築師（4） | 有利建築有限公司   | 三菱             | 2    |

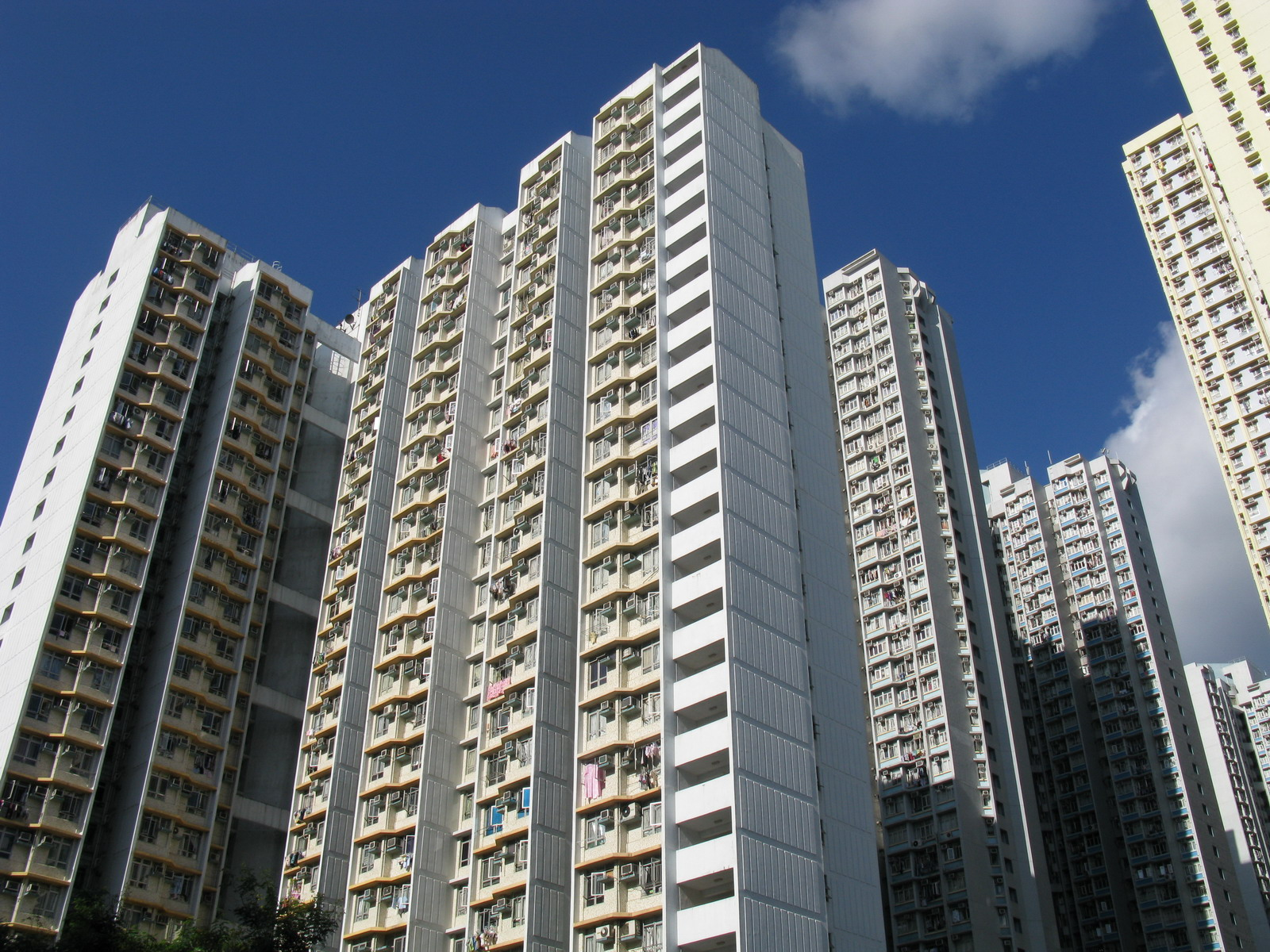
慈安苑南面（2008年8月）
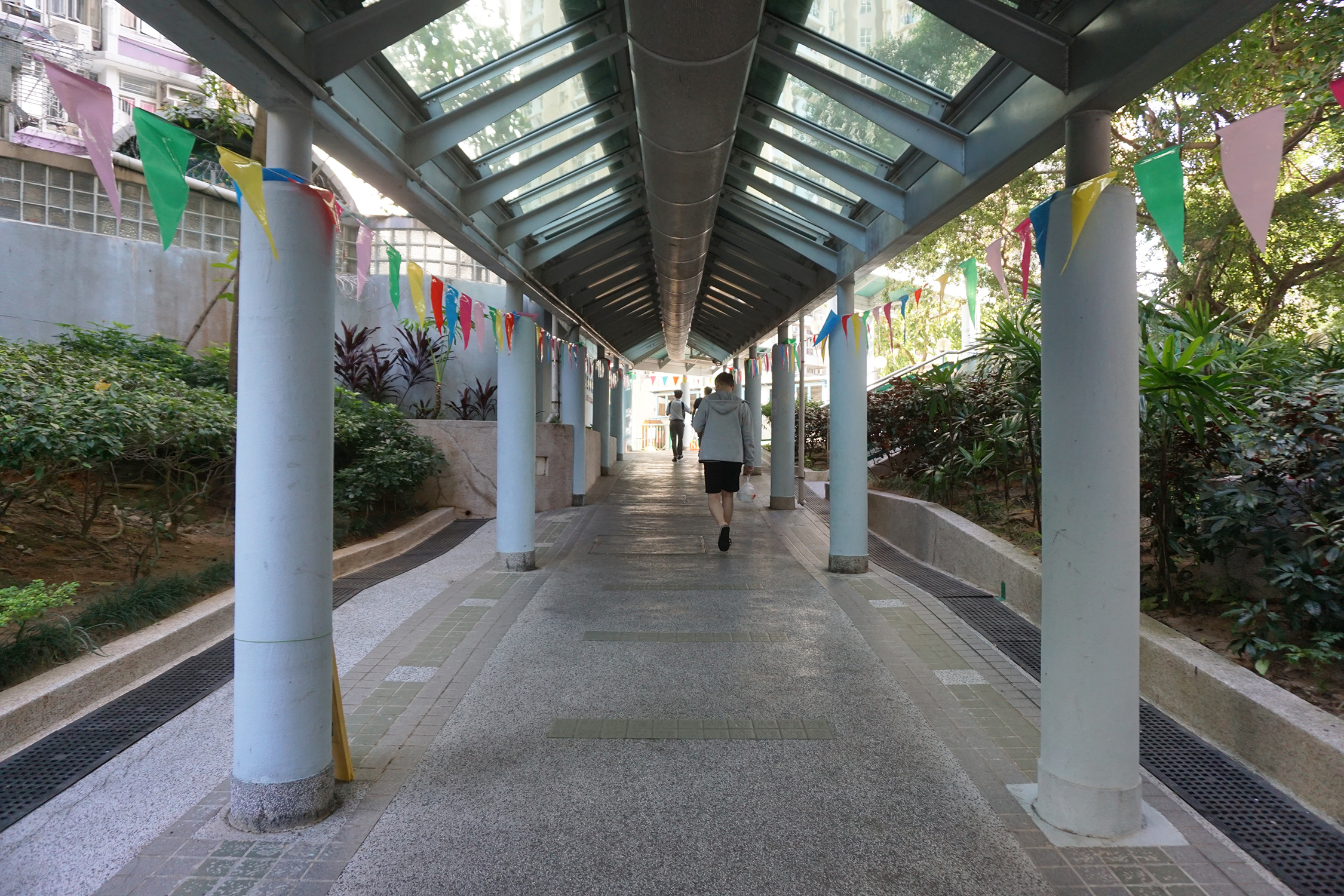
有蓋行人通道（2018年）
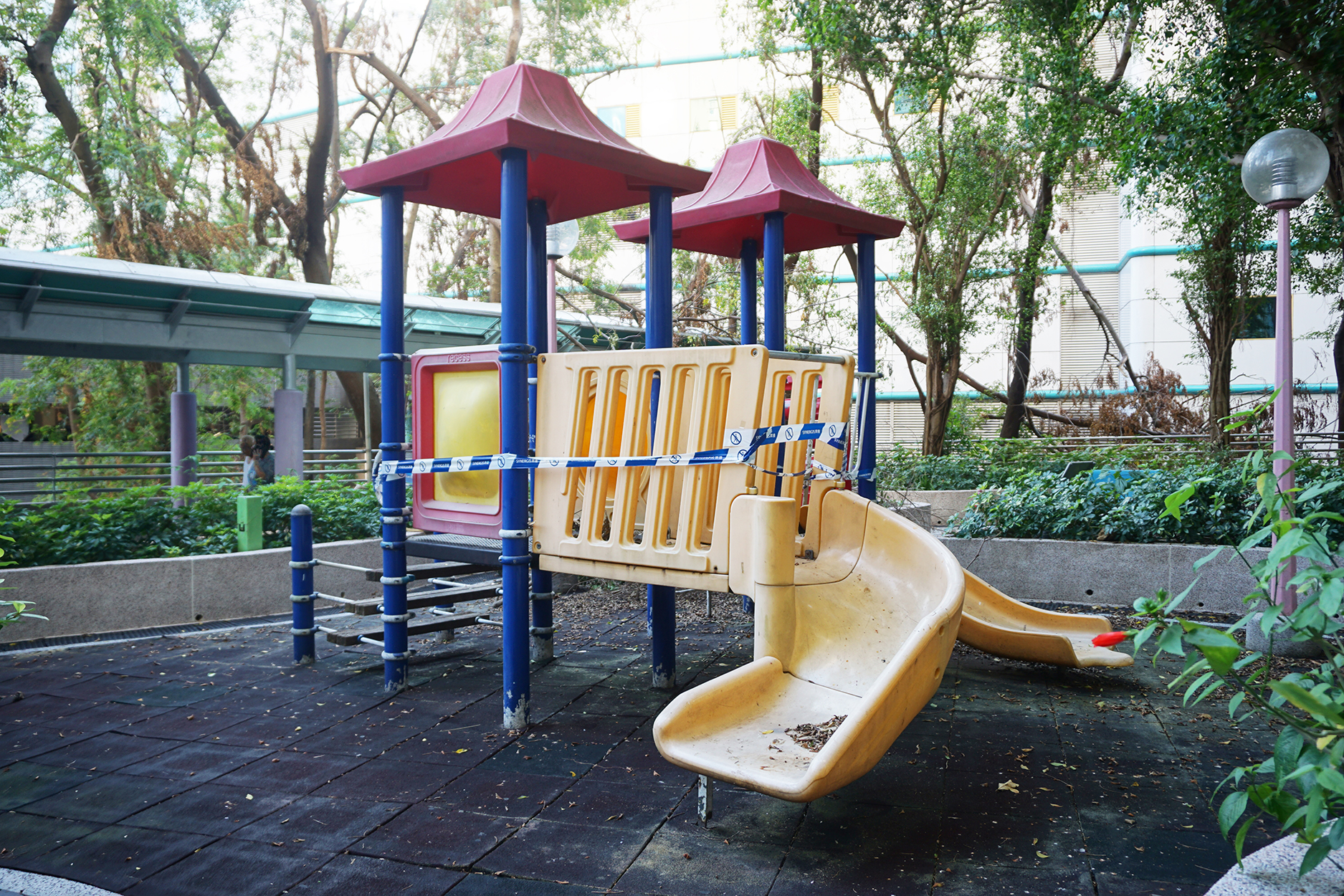
兒童遊樂場（2018年）

### 歷代樓宇
| 重建前的慈安邨   | 重建前的慈安邨       | 重建前的慈安邨 | 重建前的慈安邨 | 重建前的慈安邨                       | 重建前的慈安邨          |
| 樓宇名稱（座號） | 樓宇類型             | 落成年份       | 拆卸年份       | 重建后原地所属的楼宇                 | 安置屋邨                |
| ---------------- | -------------------- | -------------- | -------------- | ------------------------------------ | ----------------------- |
| 安合樓（第1座）  | 第五型               | 1971年         | 1995年         | 慈樂邨 樂滿樓 樂合樓 服務設施大樓    | 黃大仙下（二）邨 慈民邨 |
| 安喜樓（第2座）  | 第五型               | 1971年         | 1995年         | 慈樂邨 樂滿樓 樂合樓 服務設施大樓    | 黃大仙下（二）邨 慈民邨 |
| 安民樓（第3座）  | 第五型               | 1971年         | 1995年         | 慈樂邨 樂滿樓 樂合樓 服務設施大樓    | 黃大仙下（二）邨 慈民邨 |
| 安欣樓（第57座） | 第四型（後期型設計） | 1966年         | 1992年         | 慈安苑安康閣 慈樂邨樂安樓 慈雲山中心 | 鳳德邨                  |
| 安基樓（第58座） | 第四型（早期型設計） | 1965年         | 1992年         | 慈安苑安康閣 慈樂邨樂安樓 慈雲山中心 | 鳳德邨                  |
| 安宜樓（第59座） | 第四型（早期型設計） | 1965年         | 1992年         | 慈安苑安康閣 慈樂邨樂安樓 慈雲山中心 | 鳳德邨                  |
| 安家樓（第60座） | 第四型（後期型設計） | 1965年         | 1992年         | 慈安苑安康閣 慈樂邨樂安樓 慈雲山中心 | 鳳德邨                  |

註：斜體樓宇名稱表示該名稱曾擬重用於原慈安苑三期，當中由於「安家」名稱不恰當，在命名居屋樓宇時以諧音「安佳」取代；另當中「安民樓」的英文名稱後來用於安麗苑安旻閣。

## 教育

### 幼稚園
- 信生中英文幼稚園  （1970年創辦）（位於安欣閣地下；曾設於原慈民邨66座民俊樓地下）

已拆卸
- 保良第四小學（現保良局何壽南小學及保良局錦泰小學）
- 浸信會培愛小學（1982年遷入第一城，成為現浸信會呂明才小學及浸信會沙田圍呂明才小學，及後舊址逐步改為蔡準學校及明愛樂群學校，1993年遷出）
- 禮賢會小學（現禮賢會恩慈學校，改為特殊學校）
- 道慈佛社張祝珊第二小學（1984年殺校，三年後改為神召會康樂中學臨時校舍，1991年遷出）

## 外部連結
- 香港房屋委員會慈安苑資料 （页面存档备份，存于）